# Cei patru călăreți ai Apocalipsei

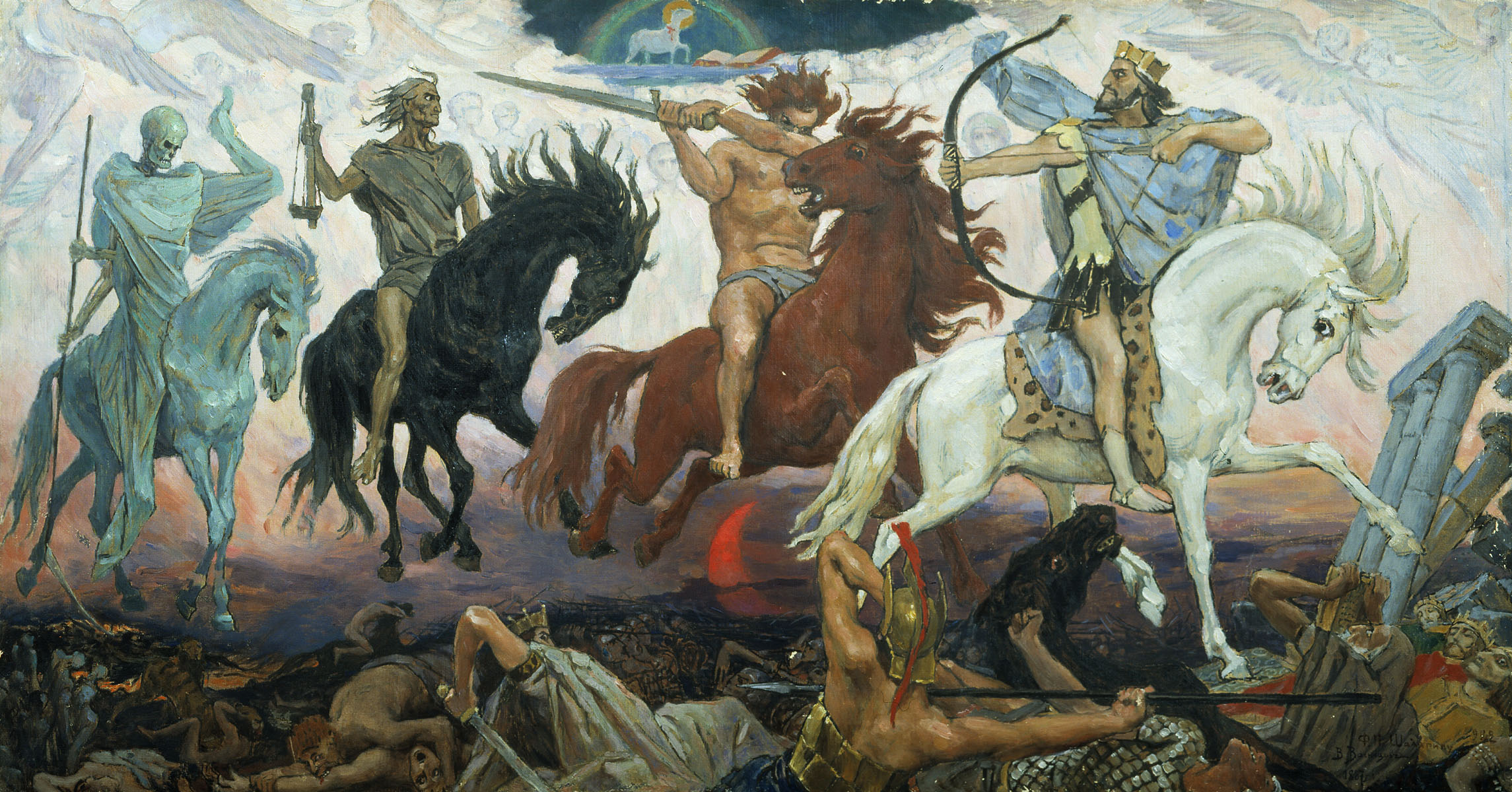
„Cei patru călăreți ai Apocalipsei” - pictură de Victor Vasnetsov. Mielul lui Dumnezeu apare sus în centru

Cei patru călăreți ai Apocalipsei sunt descriși în ultima carte a Noului Testament, Revelația lui Iisus Hristos după Ioan de Patmos, capitolul 6 versetele 1-8. Mielul lui Dumnezeu / Leul lui Iuda (Iisus Hristos) deschide primele patru din cele șapte peceți, fiecare pecete / sigiliu invocând patru călăreți care stau pe patru cai: alb, roșu, negru și al patrulea verde palid. Deși există mai multe interpretări diferite, cei patru călăreți sunt considerați a simboliza Ciuma, Războiul, Foametea și, respectiv, Moartea. 
Interpretarea apocaliptică creștină este acea că cei patru călăreți aduc Apocalipsa asupra lumii înaintea de Judecata de Apoi.

## Calul alb
„Când a rupt Mielul cea dintâi din cele șapte peceți, m-am uitat și am auzit pe una din cele patru făpturi vii zicând cu un glas ca de tunet: „Vino și vezi!” M-am uitat și iată că s-a arătat un cal alb. Cel ce stătea pe el avea un arc; i s-a dat o cunună și a pornit biruitor și ca să biruie.”

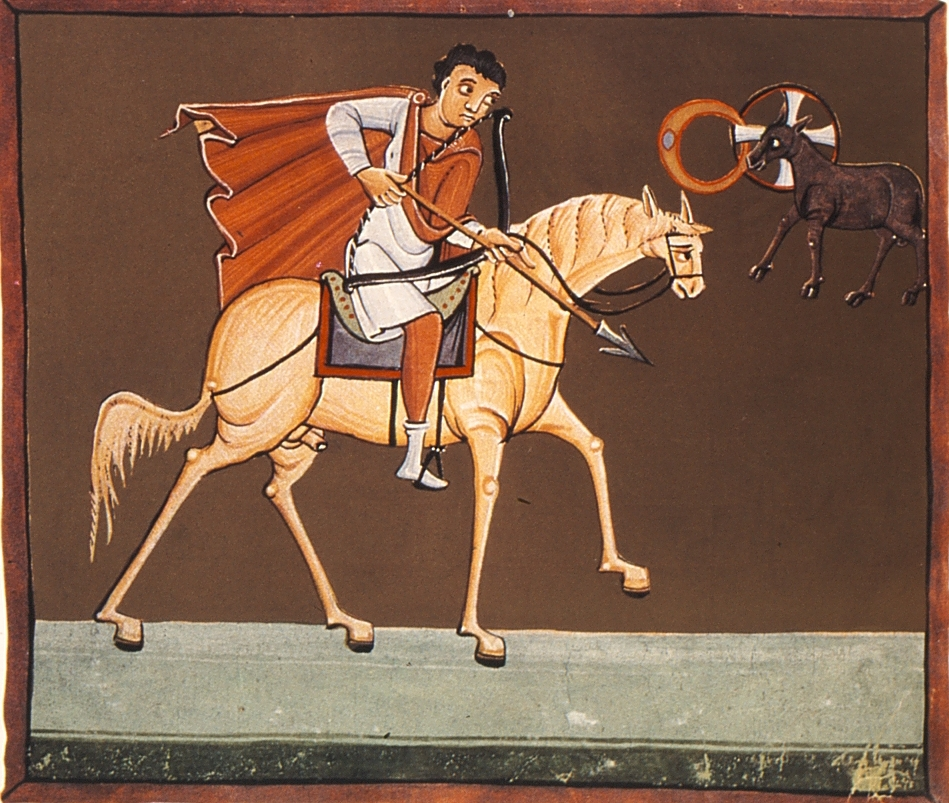

Călărețul are asupra sa un arc si poartă o cunună a victoriei. 
Interpretări:
Irenaeus, teolog creștin important, susține că de fapt calul alb este insuși Hristos. Această interpretare va fi susținută mai târziu de diverși erudiți. 
Alți îl interpretează ca fiind duhul sfânt, sau un ghid pentru "calea cea dreaptă".
In cultura populară, calul alb este considerat ca fiind ciuma, o boală infecțioasă. 
Evanghelistul, Billy Graham, spune că el ar fi de fapt Anticristul sau reprezentarea unor profeți falși, citând diferența dintre calul alb in Revelația 6 si Iisus pe un cal alb in Revelația 19. In Revelație 19, Iisus are multe cunune, dar in Revelație 6, călărețul are doar o cunună.

## Calul roșu

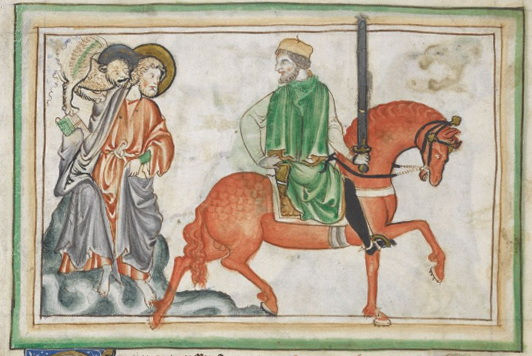

„Când a rupt Mielul a doua pecete, am auzit pe a doua făptură vie zicând: „Vino și vezi.” Și s-a arătat un alt cal, un cal roșu. Cel ce stătea pe el a primit puterea să ia pacea de pe pământ, pentru ca oamenii să se înjunghie unii pe alții, și i s-a dat o sabie mare.”
Simbolizează Războiul. Este ilustrat ținând în sus o sabie de parcă ar fi gata pentru bătălie. Culoarea roșie si sabia ar reprezenta "sângele ce urmează a fi vărsat".

## Calul negru
„Când a rupt Mielul pecetea a treia, am auzit pe a treia făptură vie zicând: „Vino și vezi!” M-am uitat și iată că s-a arătat un cal negru. Cel ce stă pe el avea în mână o cumpănă. Și, în mijlocul celor patru făpturi vii, am auzit un glas care zicea: „O măsură de grâu pentru un dinar. Trei măsuri de orz pentru un dinar! Dar să nu vatămi untdelemnul și vinul!””
Simbolizează Foametea. Are asupra sa o balanță, indicând felul în care pâinea a fost cântărită in timpul foametei. Este singurul călăreț, a cărui aparență este acompaniată de un glas.

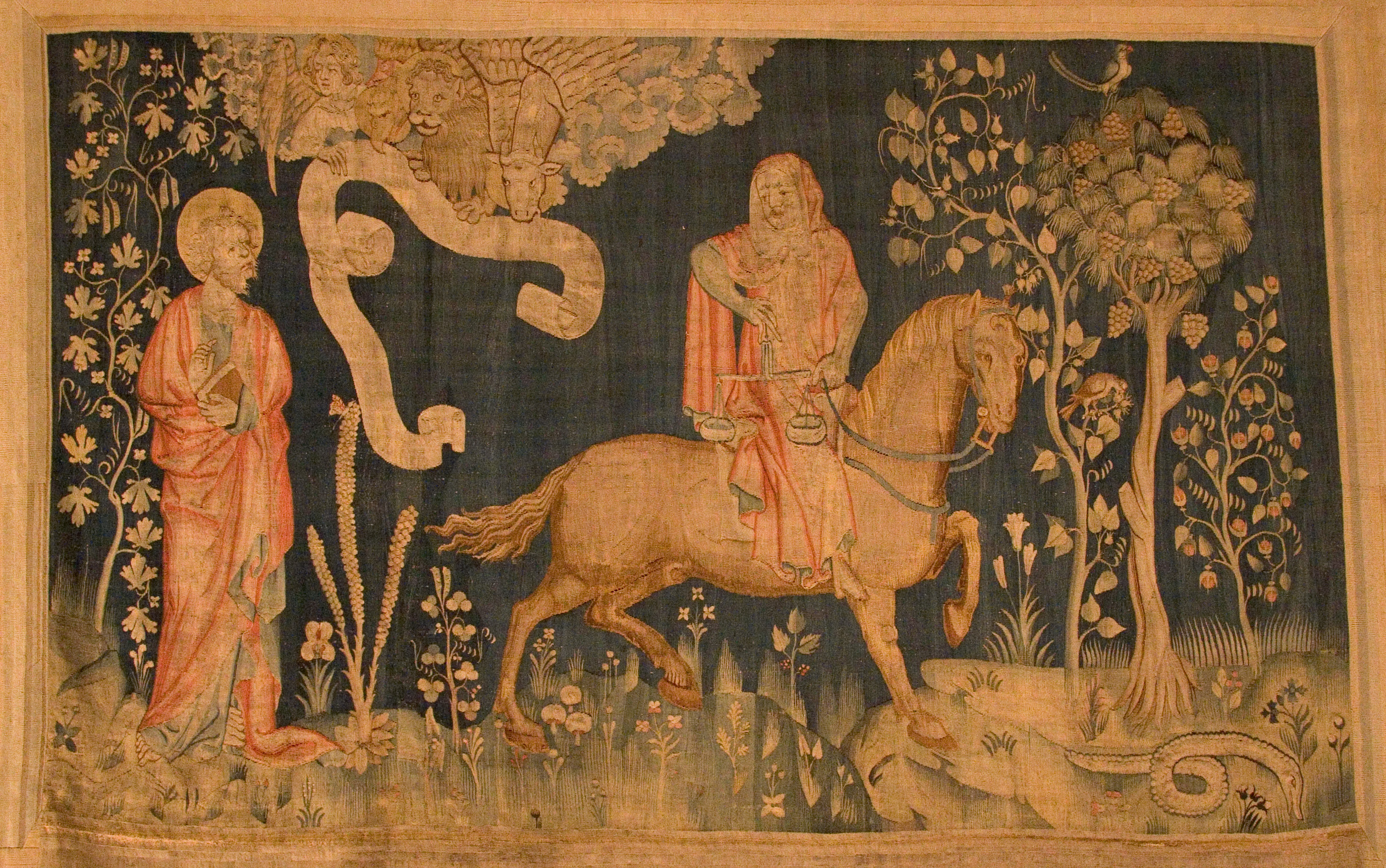

Calul negru mai este interpretat ca fiind un "Legiuitor".Poate fi si un simbol al bogăției si a puterii distructive a diferențelor dintre clase asupra unei societăți.

## Calul gălbui (sau verde)
„Când a rupt Mielul pecetea a patra, am auzit glasul făpturii a patra zicând: „Vino și vezi!” M-am uitat și iată că s-a arătat un cal gălbui. Cel ce stătea pe el se numea Moartea, și împreună cu el venea după el Locuința morților. Li s-a dat putere peste a patra parte a pământului, ca să ucidă cu sabia, cu foamete, cu molimă și cu fiarele pământului.”
Calul gălbui este numit Moartea. Este singurul călăreț care nu este descris purtând o armă sau un alt obiect. In schimb, el este urmat de Hades(locul sau starea spiritelor apuse). Ilustrațiile îl infățisează având o coasă (ca Grim Reaper), o sabie, sau o altă unealtă.
Culoarea calului Morții este scrisă ca khlōros (χλωρός), care poate să insemne fie verde/verzui, fie gălbui/palid. Pe baza utilizării cuvântului în literatura medicală din Grecia Antică, câțiva cărturari sugerează că culoarea reflectă paloarea bolnăvicioasa a unui cadavru.  

## Alte referințe în Biblie
În profeția sa, Zaharia vede și el cai de diferite culori (Zaharia 1:8-17, 6:1-8), deși în primul caz sunt doar trei culori (roșu, sur deschis și alb) iar în al doilea caz sunt grupuri de cai roșii, cai negri, cai albi și cai bălțați înhămați la patru care. Explicația biblică este că „Acestea sunt cele patru vânturi ale cerului, care ies după ce s-au înfățișat înaintea Stăpânului a tot pământul”. Diferența față de Apocalipsă este că la Zaharia caii sunt „nerăbdători să străbată pământul” și nu sunt agenți ai distrugerii și ai judecății finale.
„"Am avut o vedenie în timpul nopții, și iată un om călare pe un cal roșu; și stătea între mirți, într-un loc umbros, și în urma lui cai roibi, murgi și albi. Și am zis: "Cine sunt aceștia, domnul meu?" Și mi-a răspuns atunci îngerul oare grăia cu mine: "Îți voi arăta acum cine sunt aceștia". Și omul care stătea între mirți a răspuns: "Aceștia sunt solii pe care i-a trimis Domnul ca să cutreiere pământul!" Și ei au răspuns către îngerul Domnului care stătea între mirți și au grăit: "Am cutreierat pământul și iată tot pământul este locuit și liniștit!" Și a răspuns îngerul Domnului și a zis: "Doamne Savaot, până când vei întârzia să arăți milă Ierusalimului și cetăților lui Iuda, pe care le faci să simtă mânia Ta de șaptezeci de ani?" Și îngerului care vorbea cu mine, Domnul i-a răspuns cu cuvinte de mângâiere. Și a grăit către mine îngerul care vorbea cu mine: "Vestește aceasta: "Așa zice Domnul Savaot: Sunt plin de zel față de Ierusalim și față de Sion; Dar este puternică mânia Mea împotriva neamurilor trufașe! Căci Eu Mă întărâtasem doar puțin, dar ele s-au înverșunat în rele". Pentru aceasta, așa zice Domnul: "Mă întorc iarăși către Ierusalim cu milostivire; templul Meu va fi zidit în el", zice Domnul Savaot, "și funia de măsurat se va întinde peste Ierusalim!" Și vestește încă și aceasta: "Așa zice Domnul Savaot: Încă o dată cetățile Mele vor avea belșug de bunuri, iar Domnul Își va revărsa din nou îndurarea Sa peste Sion și va alege iarăși ,Ierusalimul".”—Zaharia 1:8-17
„Și am ridicat iarăși ochii mei și m-am uitat. Și iată că ieșeau patru care dintre doi munți și munții erau de aramă. La carul cel dintâi erau înhămați cai roșii, iar la carul cel de-al doilea erau înhămați cai negri. La cel de-al treilea car erau înhămați cai albi, iar la cel de-al patrulea, cai bălțați, puternici. Și mi-am luat îndemnul și am zis către îngerul care grăia cu mine: "Ce sunt acestea, domnul meu?" Atunci mi-a răspuns îngerul și mi-a zis: "Acestea sunt cele patru vânturi ale cerului, care ies după ce s-au înfățișat înaintea Stăpânului a tot pământul. Caii roșii înaintează spre țara de la răsărit; cei negri înaintează spre țara de la miazănoapte; cei albi înaintează spre țara de la apus, și cei bălțați înaintează spre țara de la miazăzi. Puternici, ei înaintau nerăbdători să străbată pământul. El le-a zis: "Plecați și cutreierați pământul!" Și ei au cutreierat pământul. Și a strigat către mine și mi-a grăit, zicând: "Iată, cei ce se îndreaptă către ținutul cel de miazănoapte au potolit Duhul Meu în țara de la miazănoapte". ”—Zaharia 6:1-8